# 班第墨尔根卓哩克图
班第墨尔根卓哩克图（?—?），孛儿只斤氏，汉文史籍译作满金台吉，16世纪蒙古右翼鄂尔多斯部領主，吉能之孙，布延巴图尔鸿台吉第三子，博硕克图的弟弟。
班第墨尔根卓哩克图在黄河河套驻牧。坚持与明朝通贡互市，每年如约入贡、赴市，万历十二年（1584年），明朝封班第墨尔根卓哩克图为百户。万历十三年（1585年），要求明朝增加赏赐不成功，他两个哥哥博硕克图、谔勒哲炳鸿台吉侵扰明境，班第墨尔根卓哩克图没有跟从。